# Фирон, Рэй
Рэ́ймонд «Рэй» Фи́рон (англ. Raymond «Ray» Fearon; 5 августа 1973, Лондон, Англия, Великобритания) — английский актёр.

## Биография
Рэймонд Фирон родился 5 августа 1973 года в Лондоне (Англия, Великобритания) в семье уроженцев Вест-Индии. У Рэя есть семеро братьев и сестёр.
В подростковом возрасте Рэй был перспективным теннисистом.

## Карьера
Рэй дебютировал в кино в 1995 году, сыграв роль Марка Уайтхауса в фильме «Главный подозреваемый: Запах тьмы». В 2001 году Фирон озвучил Флоренца в фильме «Гарри Поттер и философский камень». Всего он сыграл в 31 фильме и телесериале.
В 2009 году он исполнил песню «Stand by Me» к фильму «Лулу и Джими».

## Личная жизнь
Рэй состоял в фактическом браке с актрисой Джейн Гарнетт (род.1957). У бывшей пары есть дочь — Роза Мэй Фирон.

## Избранная фильмография
| Год       |   | Русское название                  | Оригинальное название                 | Роль                          |
| --------- | - | --------------------------------- | ------------------------------------- | ----------------------------- |
| 1995      | ф | Главный подозреваемый: Запах тьмы | Prime Suspect: Scent of Darkness      | Марк Уайтхаус                 |
| 1995—2002 | с | Чисто английское убийство         | The Bill                              | Дин Барнет/Фоли Марш/Пол Шарп |
| 1996      | ф | Гамлет                            | Hamlet                                | Франциско                     |
| 2001      | ф | Гарри Поттер и философский камень | Harry Potter and the Sorcerer’s Stone | Флоренц                       |
| 2003      | с | Воскрешая мёртвых                 | Waking the Dead                       | Майлз Паттерсон               |
| 2005—2006 | с | Улица Коронации                   | Coronation Street                     | Натан Купер/Натан Хардинг     |
| 2011      | с | Смерть в раю                      | Death in Paradise                     | Кёртис Джеймс                 |
| 2012      | с | Шёлк                              | Silk                                  | Роленд Бойс                   |
| 2014—2015 | с | Демоны Да Винчи                   | Da Vinci’s Demons                     | Карло ди Медичи               |
| 2017      | ф | Жёлтые птицы                      | The Yellow Birds                      | Полковник                     |
| 2017      | ф | Красавица и Чудовище              | Beauty and the Beast                  | Пэр Роберт                    |
| 2017      | ф | Иностранец                        | The Foreigner                         | Ричард Бромли                 |
| 2018      | ф | 2036: Происхождение неизвестно    | 2036 Origin Unknown                   | Стерлинг Брукс                |
| 2021      | ф | Царица небесная                   | The Lady of Heaven                    | Абу Бакр                      |
| 2021      | ф | Кодекс киллера                    | The Protégé                           | Дюке                          |
| 2022      | ф | Флешбэк                           | Memory                                | Джеральд Нуссбаум             |
| 2023      | ф | Барби                             | Barbie                                | Дэн из ФБР                    |
| 2025      | ф | Клинер                            | Cleaner                               | детектив-инспектор Кан        |